# Mohammed Abdullah
El jeque Mohammed Abdullah (Soura, Cachemira, 1905-Srinagar, Cachemira, 1982) fue un líder nacionalista de Cachemira (conocido como El León de Cachemira) y un político indio, como primer ministro de Jammu y de Cachemira.

## Biografía
Mohammed Abdullah nació en Soura en 1905. Fue hijo del jeque Mohammed Ibrahim. Recibió educación normal en Maktab y en 1922 pasó a la Universidad de Punjab. En 1930 obtuvo un máster en Química en la Universidad Musulmana Aligarh (Cachemira).
Influenciado en su vida universitario por ideales liberales y progresistas, impulsó la idea de un gobierno democráticamente elegido en Cachemira. Protagonizó diversas insurrecciones contra el Maharaja. En 1932 dirigió la conferencia musulmana de Cachemira, y formó el partido político “Conferencia Nacional”, que tuvo mayor éxito en su estado natal. En 1946 volvió a la carga con agitaciones contra el marajá Hari Singh quien ante las presiones decidió nombrar al jeque Abdullah como primer ministro cuando India ya había logrado la independencia en 1947 y tras su rocambolesca firma de anexión a la misma en Nueva Delhi.

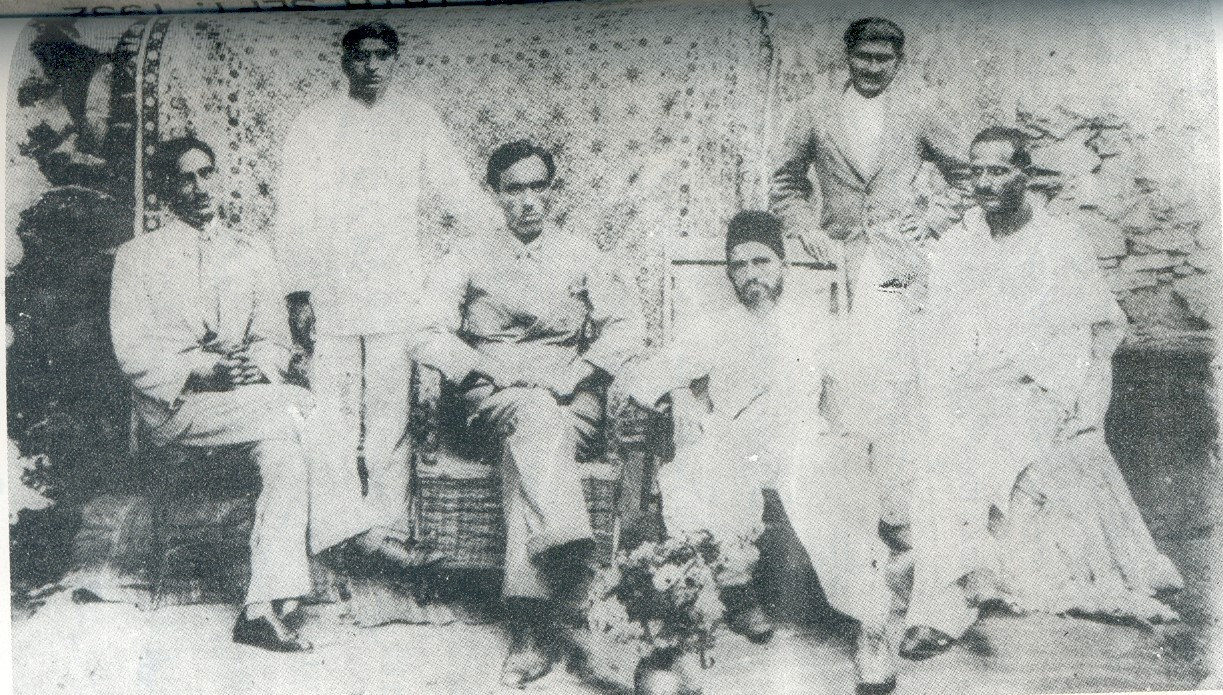
Mohammed Abdullah

Durante su administración abolió el feudalismo en Cachemira y obtuvo el reconocimiento de su gobierno por parte de Pakistán. En 1953, cuando denunció el incumplimiento del tratado con la India que contemplaba un plebiscito sobre la anhelada soberanía de Cachemira, fue separado de su cargo y puesto en detención preventiva por el gobierno indio, por conspiración contra el Estado.
Los cargos fueron retirados en 1964, siendo liberado y regresó a Srinagar. Reconciliado con Sri Pandit Jawaharlal Nehru, este le pide ser nexo en negociaciones con el gobierno de Pakistán por la controversia de la situación de Cachemira.
A la muerte de Sri Pandit Jawaharlal Nehru, volvió a prisión y fue exiliado de Cachemira en 1971 por casi dos años. Llegó a un acuerdo con el gobierno de Indira Gandhi y se le permitió regresar y acceder al cargo de primer ministro de Cachemira nuevamente, lamentablemente sin el apoyo del partido mayoritario, el Congreso Nacional Indio.
Trató de estrechar lazos entre estados vecinos, promovió el desarrollo de las infraestructuras del estado e inauguró el Instituto de Ciencias Médicas. 
Ostentó el cargo hasta su fallecimiento en 1982, año en que le sucedió su hijo, Farooq Abdullah. Años después, también su nieto Omar Abdullah ocuparía la jefatura de gobierno de Jammu y Cachemira.